# James Brockway
James Thomas Brockway (Birmingham, 21 oktober 1916 – 's-Gravenhage, 15 december 2000) was een Engels dichter, vertaler en criticus. Hij heeft gedurende meer dan een halve eeuw talloze Nederlandse dichters en schrijvers in het Engels vertaald en hun werk in Engelstalige media gepubliceerd. Hij heeft daarmee een belangrijke bijdrage geleverd aan de bekendheid van de Nederlandse literatuur in het buitenland.

## Biografie
Brockway werd op 21 oktober 1916 geboren als jongste zoon van een industrieel in Birmingham. In 1935 nam hij een baan als ambtenaar in Londen en het volgende jaar ging hij studeren aan de London School of Economics. In 1940 nam hij dienst bij de Royal Air Force, waarna plaatsingen volgden in Egypte, India en het Verre Oosten. Hij eindigde zijn militaire carrière in de rang van Flight lieutenant.
In 1946 verhuisde hij van Groot-Brittannië naar het minder homofobe Nederland, waar hij al vrienden had gemaakt. Hij vond zijn levenspartner in de twintig jaar oudere Bram. Dat gaf hem de stabiliteit die hij nodig had om te schrijven en te vertalen. In eerste instantie vertaalde hij Engelse romans in het Nederlands, waaronder werken van Alan Sillitoe, Muriel Spark en Iris Murdoch. Zijn eerste dichtbundel, No Summer Song, verscheen in 1949. Hij leverde vele bijdragen aan Nederlandse kranten en literaire tijdschriften. Vanaf 1960 begon hij met het publiceren van Engelse vertalingen van moderne Nederlandse dichters in de Britse literaire tijdschriften. Onder de dichters die hij vertaalde in het Engels waren onder meer Rutger Kopland, Anton Korteweg, M. Vasalis, Hans Lodeizen, Gerrit Achterberg, Remco Campert, Tom van Deel, Marc Tritsmans en J.C. Bloem. Hij had in het bijzonder een affiniteit sinds de jaren 1980 met de dichter Kopland en had genoten van de nauwe samenwerking met hem.
In 1964 verhuisde hij voor een aantal jaren terug naar Engeland tot hij in 1970 terugkeerde naar Nederland. Eind jaren negentig waren er ten minste 700 van zijn vertalingen van Nederlandse poëzie geplaatst in Engelstalige tijdschriften. Zijn tweede dichtbundel, A Way of Getting Through, verscheen in 1995 en zijn laatste, The Brightness in Between, werd gepubliceerd kort voor zijn dood in 2000. Een van zijn laatste vertalingen waren de dierensonnetten van Patty Scholten. Die werden in 2002 als Elephants in Love and Other Poems gepubliceerd. Scholten droeg haar bekende sonnet 'De dood' op aan Brockway, in haar bundel Slapen zonder weerga (2002).
Brockway overleefde zijn partner nog dertien jaar en overleed op vrijdag 15 december 2000 te 's-Gravenhage. Zijn stoffelijk overschot werd op woensdag 20 december 2000 gecremeerd in Crematorium Ockenburgh. Zijn as is begraven op de Gemeentelijke Begraafplaats, Graf A1-R1-27, te 's-Gravenhage. Brockway liet de helft van zijn nalatenschap na aan het Nederlands Letterenfonds, waarmee vertalingen van poëzie uit het Nederlands worden gestimuleerd door de organisatie van een tweejaarlijkse poëzieworkshop en sinds 2005 de instelling van de James Brockwayprijs, een ook tweejaarlijkse prijs waar een geldbedrag van 5.000 euro aan is verbonden, voor poëzievertalers uit het Nederlands.

## Waardering
Brockway kreeg in 1966 de Martinus Nijhoff Vertaalprijs (2000 gulden) voor zijn vertaling van Nederlandse literatuur in het Engels.
In 1997 werd hij geridderd in de Orde van de Nederlandse Leeuw voor zijn diensten aan de literatuur.

### James Brockwayprijs
De James Brockwayprijs is in 2005 ingesteld uit de nalatenschap van James Brockway. De organisatie van de prijs is in handen van het Nederlands Letterenfonds. De samenstelling van de jury wisselt per editie. De jury wordt bijgestaan door vertaler en directeur van het Vertalershuis Amsterdam Peter Bergsma. Per keer komt een andere taal in aanmerking.
- 2023 - Alfred Schreiber voor zijn vertalingen uit het Nederlands in het Duits.[6]
- 2021 - David Colmer voor zijn vertalingen uit het Nederlands in het Engels.[7]
- 2018 - Daniel Cunin voor zijn vertalingen uit het Nederlands in het Frans.[8]
- 2015 - Ard Posthuma voor zijn vertalingen uit het Nederlands in het Duits.[9]
- 2013 - Judith Wilkinson voor haar vertalingen uit het Nederlands in het Engels.
- 2011 - Francisco Carrasquer Launed voor zijn vertalingen uit het Nederlands in het Spaans.[10]
- 2009 - Jan H. Mysjkin & Pierre Gallissaires voor hun vertalingen uit het Nederlands in het Frans
- 2007 - Gregor Seferens voor vertalingen uit het Nederlands in het Duits.[11]
- 2005 - Francis R. Jones voor zijn vertalingen uit het Nederlands in het Engels, in het bijzonder voor het werk van Hans Faverey.[12]

## Muurgedichten in Leiden
Brockway is ook verantwoordelijk voor de Engelse vertaling van vele muurgedichten in de Nederlandse stad Leiden, zoals die op de site, in de beide publicaties en op de diverse muurbordjes te vinden zijn.
- Digitale Bibliotheek voor de Nederlandse Letteren: broc004
- Gemeinsame Normdatei: 128987243
- International Standard Name Identifier: 0000 0000 5773 0216
- Library of Congress Control Number: no92028640
- Nationale Bibliotheek van Israël: 987007572445605171
- Nationale Bibliotheek van Polen: a0000002086956
- Nederlandse Thesaurus van Auteursnamen: 069960070
- SNAC: w6kd4g4b
- Système universitaire de documentation: 201486385
- Virtual International Authority File: 50294070
- WorldCat: E39PBJcGhY8wb3GdmPtMFxfDv3